# Kusterdingen
Kusterdingen é um município da Alemanha, no distrito de Tübingen, na região administrativa de Tubinga, estado de Baden-Württemberg.